# Marina Studneva
Marina Studneva, född den 2 februari 1959 i Pskov i Ryssland, är en sovjetisk roddare.
Hon tog OS-brons i fyra med styrman i samband med de olympiska roddtävlingarna 1980 i Moskva.